# Ганга Дин
«Ганга Дин» (англ. Gunga Din) — стихотворная баллада Р. Киплинга (1892) о самопожертвовании индийца-водоноса, который ценой собственной жизни спасает английского военного, и вдохновлённый этим стихотворением американский фильм 1939 года, вошедший в золотой фонд приключенческого кино.

## Сюжет
В правление королевы Виктории трое бесшабашных сержантов английской армии — Каттер (Кэри Грант), Макчесни (Виктор Маклаглен) и Бэллантайн (Д. Фэрбенкс-младший) — несут службу в районе Хайберского прохода. Мечтая разбогатеть, Каттер беспрестанно грезит о кладах и сокровищах, тогда как сердце Бэллантайна пленяет молодая англичанка Эмма (Джоан Фонтейн). Когда он объявляет о намерении жениться и покинуть полк, Каттер и Макчесни придумывают хитроумный способ задержать товарища в армии.
Как нельзя более вовремя разгорается восстание фанатичных душителей (тугов). Каттер в поисках сокровищ опрометчиво проникает в храм, где туги призывают имя зловещей богини Кали. В этой рискованной вылазке его сопровождает туземец Ганга Дин (Сэм Джаффе), мечтающий стать полковым горнистом. Когда Каттер попадает в лапы кровожадных фанатиков, его сослуживцам не остаётся ничего другого, как поспешить ему на помощь.

## В ролях
- Кэри Грант — Каттер
- Виктор Маклаглен — Макчесни
- Дуглас Фэрбенкс-младший — Баллантайн
- Джоан Фонтейн — Эмма
- Сэм Джаффе — Ганга Дин
- Реджинальд Шеффилд — Редьярд Киплинг
- Эдуардо Чианнелли — Гуру
- Монтегю Лав — полковник Уид
- Роберт Кут — Хиггинботам
- Эбнер Биберман — Шота
- Люмсден Хейр — майор Митчелл

## Производство
Над тем, чтобы превратить сотню стихотворных строчек в динамичный 120-минутный фильм, работали пятеро сценаристов, включая будущего нобелевского лауреата У. Фолкнера. Главные сценаристы Бен Хект и Чарльз Макартур при сочинении сюжетной линии отталкивались не столько от стихотворения Киплинга, сколько от его же рассказа «Три солдата».
«Ганга Дин» имеет большое сходство с классическими лентами Хекта и Хоукса. Это объясняется тем, что фильм изначально предназначался для Хоукса, но из-за задержек с началом съёмок Хоукс увлёкся другим проектом и в режиссёрском кресле его заменил Джордж Стивенс. Кроме того, основная сюжетная ситуация (двое пытаются помешать браку третьего) позаимствована сценаристами из собственной пьесы «Первая полоса», которая была в 1940 году экранизирована Хоуксом под названием «Его девушка Пятница».
Пейзаж, напоминающий североиндийский, создателям фильма удалось отыскать в Сьерра-Неваде. Роль Бэллантайна изначально предназначалась Кэри Гранту, однако того больше привлекала фигура искателя сокровищ, на которую был приглашён Фэрбенкс. Окончательное распределение ролей предрешила монетка, подброшенная в воздух режиссёром Стивенсом.

По сценарию в конце фильма должен был появиться сам Киплинг как летописец подвигов британских солдат. Вдова писателя выступила категорически против его изображения в фильме, и сцены с участием актёра Р. Шеффильда (игравшего Киплинга) пришлось вырезать. Только в 1980-е гг. при реставрации плёнки Тед Тёрнер (владевший правами на старые фильмы RKO) распорядился вернуть эти сцены в картину. 

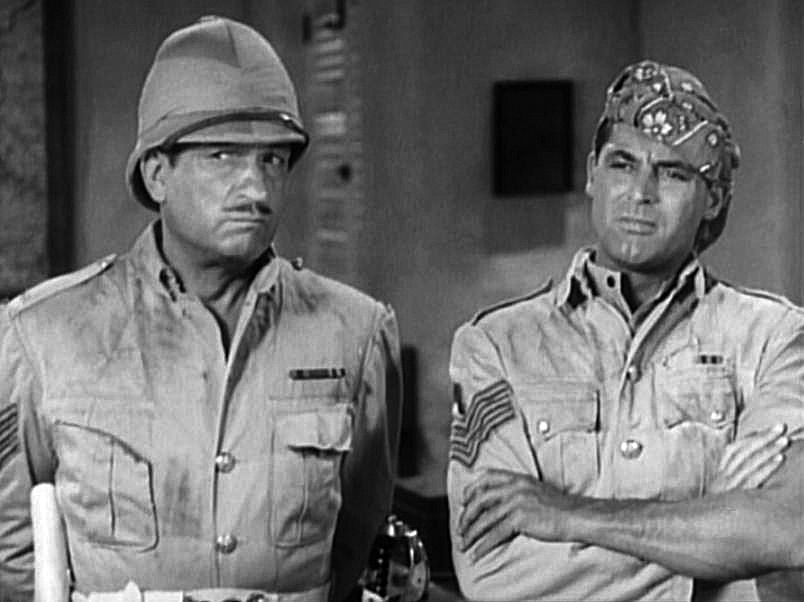
Сержанты Макчесни и Каттер

## Значение
В 1999 году «Ганга Дин» был внесён в Национальный реестр наиболее значимых фильмов. Несмотря на присущие исходному материалу империалистические предрассудки колониальной эпохи и некоторую затянутость сцен военных маневров, этот фильм оказал огромное влияние на дальнейшее развитие приключенческого жанра. Полин Кейл назвала его «одним из самых лакомых кусочков приключенческого сумасбродства». Даже такой убеждённый противник империализма, как Брехт, одобрительно отозвался о нём.
В попытке отыскать за фасадом озорного мальчишества скрытый смысл некоторые современные комментаторы находят в изображении тугов аллегорию наступления нацизма и даже скрытый призыв к борьбе с ним.

## Ремейки
- «Три сержанта» — вестерн 1962 года с Ф. Синатрой и его «крысиной стаей», действие которого перенесено из Индии на Дикий Запад.
- «Индиана Джонс и Храм судьбы» — фильм Стивена Спилберга, где в порядке оммажа использованы многие сюжетные ситуации «Ганга Дина»[2].